# 智熙家塾
智熙家塾位于深圳市宝安区，是一座家塾与宗祠合一的建筑，建于清末。该建筑现已列为深圳市文物保护单位。

## 概况
智熙家塾建于清光绪戊申年（光绪三十四年、1908年），是由原籍沙井壆岗的旅越华侨陈才茂（号智熙）出资所建。建筑坐西南向东北，三进三开间、一天井两廊房布局（另带一后楼），面阔13米，进深33米，占地面积429平方米。建筑整体均为砖木石结构，传统建筑风格。
智熙家塾是深圳市建筑年代最早的华侨建筑之一，也是沙井地区最后一批家（私）塾建筑，现已作为壆岗村史馆、陈智熙纪念馆对外开放。

## 保护
- 2003年11月3日，深圳市宝安区人民政府公布为宝安区文物保护单位
- 2014年12月1日，深圳市人民政府公布为深圳市文物保护单位